# EHF Youth Club Trophy
Die EHF Youth Club Trophy ist ein von der Europäischen Handballföderation (EHF) ausgetragener Handballwettbewerb für Vereinsmannschaften der Altersklasse „Jugend“ (U 18).

## Geschichte
Die Europäische Handballföderation (EHF) beschloss im Dezember 2024, ab dem Jahr 2025 einen Wettbewerb für Vereinsmannschaften der Altersklasse „Jugend“ (U 18) zu veranstalten. Teilnahmeberechtigt sollten die Jugendmannschaften der 16 Vereine sein, die an der aktuellen EHF Champions League teilnahmen. Für den Fall eines Erfolgs sollte ab 2026 auch ein Wettbewerb für die weibliche Jugend stattfinden.
Im Jahr 2025 fand die erste Ausgabe der EHF Youth Club Trophy für männliche Teams statt. Teilnehmer waren die Jugendmannschaften von 13 in der aktuellen EHF Champions League und von drei in der aktuellen EHF European League spielenden Vereinen. Das in der Kölner Lanxess Arena ausgetragene Finale gewann GOG aus Dänemark. Nach positivem Feedback seitens der Vereine beschloss das Exekutivkomitee der EHF im Juni 2025, den Wettbewerb auch im Jahr 2026 auszutragen sowie in diesem Jahr auch einen solchen Wettbewerb für weibliche Teams zu organisieren.

## Statistik
| Jahr | Teams | 1. Platz | 2. Platz    | 3. Platz     | 4. Platz             | weitere Teilnehmer |
| ---- | ----- | -------- | ----------- | ------------ | -------------------- | --- |
| 2025 | 16    | GOG      | KC Veszprém | FC Barcelona | RK Eurofarm Pelister | SC Szeged, RK Zagreb, RK Vojvodina, Paris Saint-Germain, Sporting CP, HBC Nantes, Füchse Berlin, SC Magdeburg, IK Sävehof, Dinamo Bukarest, KS Kielce, Wisła Płock |
| 2026 | n. n. | n. n.    | n. n.       | n. n.        | n. n.                | n. n. |

| Jahr | Teams | 1. Platz | 2. Platz | 3. Platz | 4. Platz | weitere Teilnehmer |
| ---- | ----- | -------- | -------- | -------- | -------- | ------------------ |
| 2026 | n. n. | n. n.    | n. n.    | n. n.    | n. n.    | n. n.              |

## Nachweise
1. ↑  www.eurohandball.com, EXEC confirms EHF youth club handball competition as of 2025, 13. Dezember 2024, abgerufen am 23. Juni 2025
2. ↑  yac.eurohandball.com, Dates set for inaugural EHF youth club competition, 10. Februar 2025, abgerufen am 23. Juni 2025
3. ↑  www.eurohandball.com, GOG well-deserved winners of first EHF Youth Club Trophy, 15. Juni 2025, abgerufen am 23. Juni 2025
4. 1 2 3  www.eurohandball.com, EXEC confirms Youth Club Trophy for women’s teams, 14. Juni 2025, abgerufen am 23. Juni 2025
5. ↑  www.eurohandball.com, EHF Youth Club Trophy, abgerufen am 23. Juni 2025